# Psalydolytta nyassensis

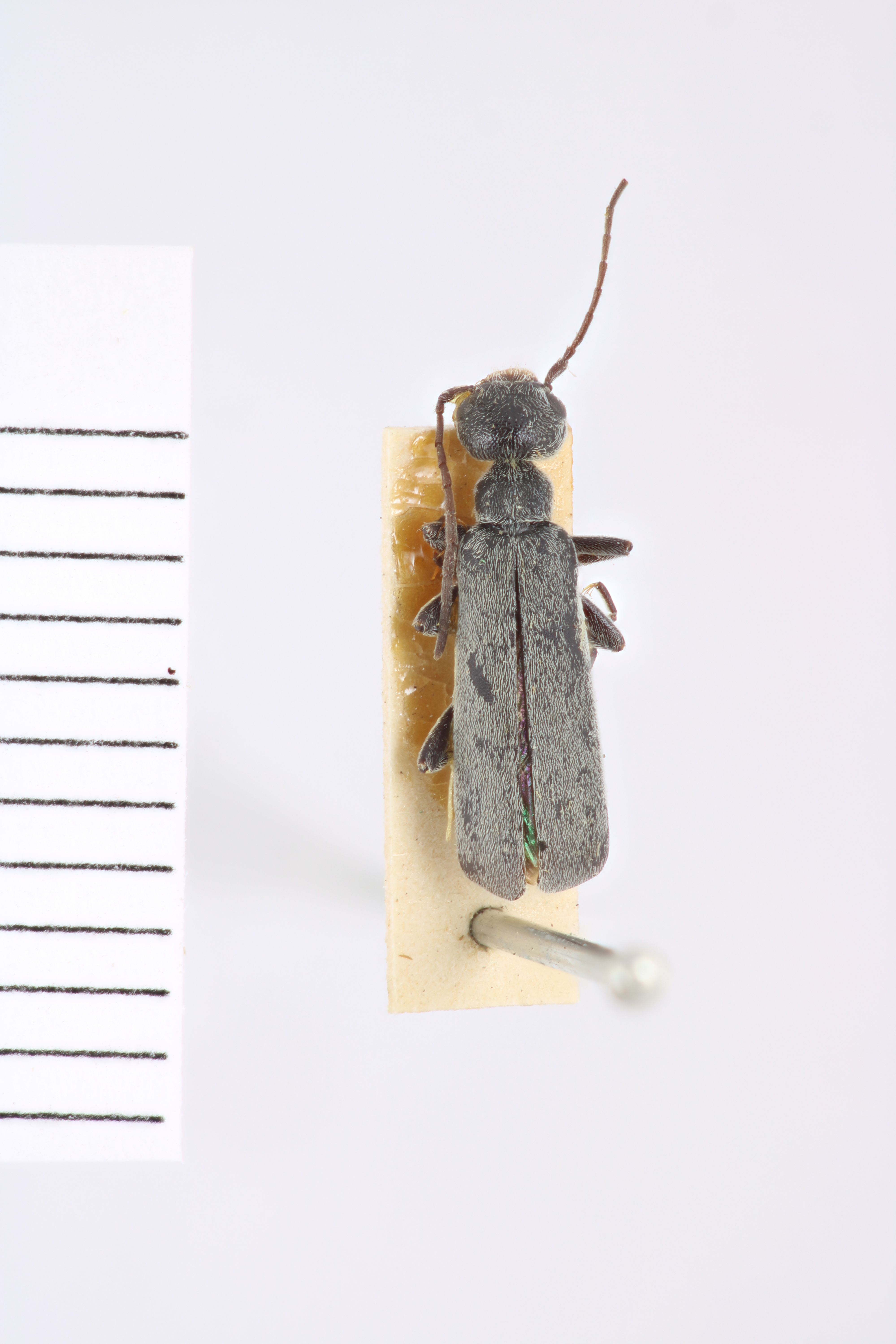

Psalydolytta nyassensis es una especie de coleóptero de la familia Meloidae.

## Distribución geográfica
Habita en Ruanda, Etiopía y Kenia.